# Neenstetten
Neenstetten ist eine dem Gemeindeverwaltungsverband Langenau angehörende Gemeinde im baden-württembergischen Alb-Donau-Kreis in Deutschland.

## Geografie

### Geografische Lage
Neenstetten liegt am Südrand der Schwäbischen Alb auf einem Höhenrücken oberhalb des Lonetals, etwa 18 Kilometer nördlich von Ulm und zehn Kilometer westlich von Langenau.

### Nachbargemeinden
Die Gemeinde grenzt im Norden an Altheim (Alb), im Osten an Börslingen, im Süden an Bernstadt (Alb) und Holzkirch, sowie im Westen an Weidenstetten.

### Schutzgebiete
Neenstetten hat Anteil am Landschaftsschutzgebiet Mittleres Lonetal.

## Demographie
Einwohnerentwicklung:
| Jahr | Einwohner |
| ---- | --------- |
| 1990 | 721       |
| 2001 | 814       |
| 2011 | 808       |
| 2021 | 845       |

## Geschichte

### Übersicht
Neenstetten wurde im Jahre 1255 erstmals urkundlich erwähnt. Der Ort gehörte zur Herrschaft Albeck und wurde 1385 an die Reichsstadt Ulm verkauft. Die Reichsstadt führte im 16. Jahrhundert in Neenstetten die Reformation durch. Die Landeszugehörigkeit ging 1803 mit Ulm an das Kurfürstentum Bayern über, welches 1806 zum Königreich erhoben wurde. Neenstetten kam durch den Grenzvertrag von 1810 an das Königreich Württemberg, das den Ort dem Oberamt Albeck zuwies, welches 1819 im Oberamt Ulm aufging, dem die Gemeinde dann für mehr als ein Jahrhundert angehörte. Bei der Kreisreform während der NS-Zeit in Württemberg gelangte der Ort 1938 zum Landkreis Ulm. Nach dem Zweiten Weltkrieg lag der Ort in der Amerikanischen Besatzungszone und gehörte somit zum neu gegründeten Land Württemberg-Baden, das 1952 im jetzigen Bundesland Baden-Württemberg aufging. Seit der Kreisreform von 1973 ist Neenstetten Teil des Alb-Donau-Kreises.

### Religion
Der Ort gehörte kirchlich zunächst zu Weidenstetten. Nach der Reformation wurde Neenstetten eine eigene evangelische Pfarrei. Die frühgotische Chorturmanlage erhielt nach Einsturz des Turmes 1730 ihre charakteristische Zwiebelhaube. Das Kirchenschiff stammt aus dem 15. Jahrhundert; es besitzt Wandmalereien aus jener Zeit. Die Kirchengemeinde Neenstetten gehört zum Kirchenbezirk Ulm in der Württembergischen Landeskirche.

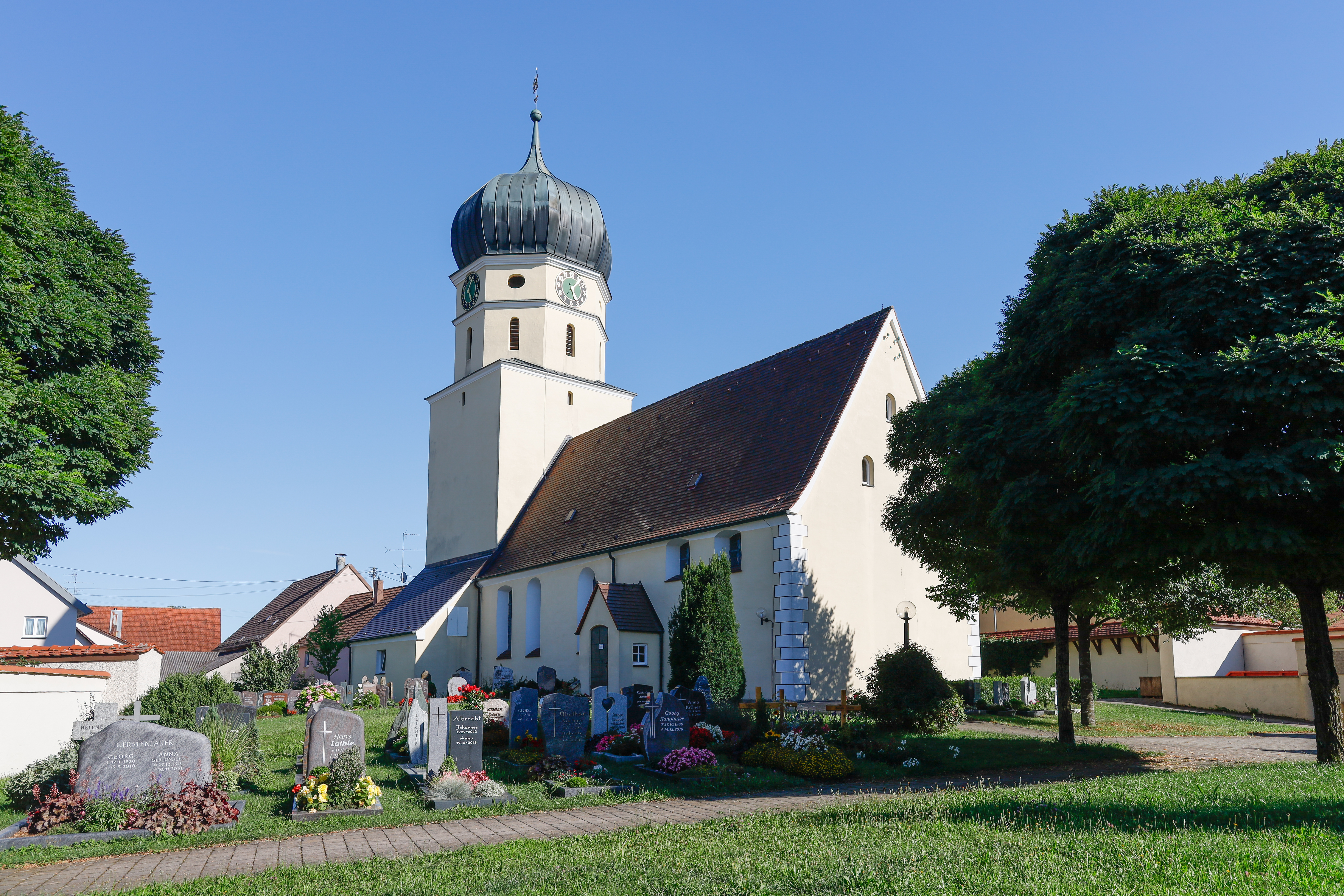
Kirche St. Ulrich
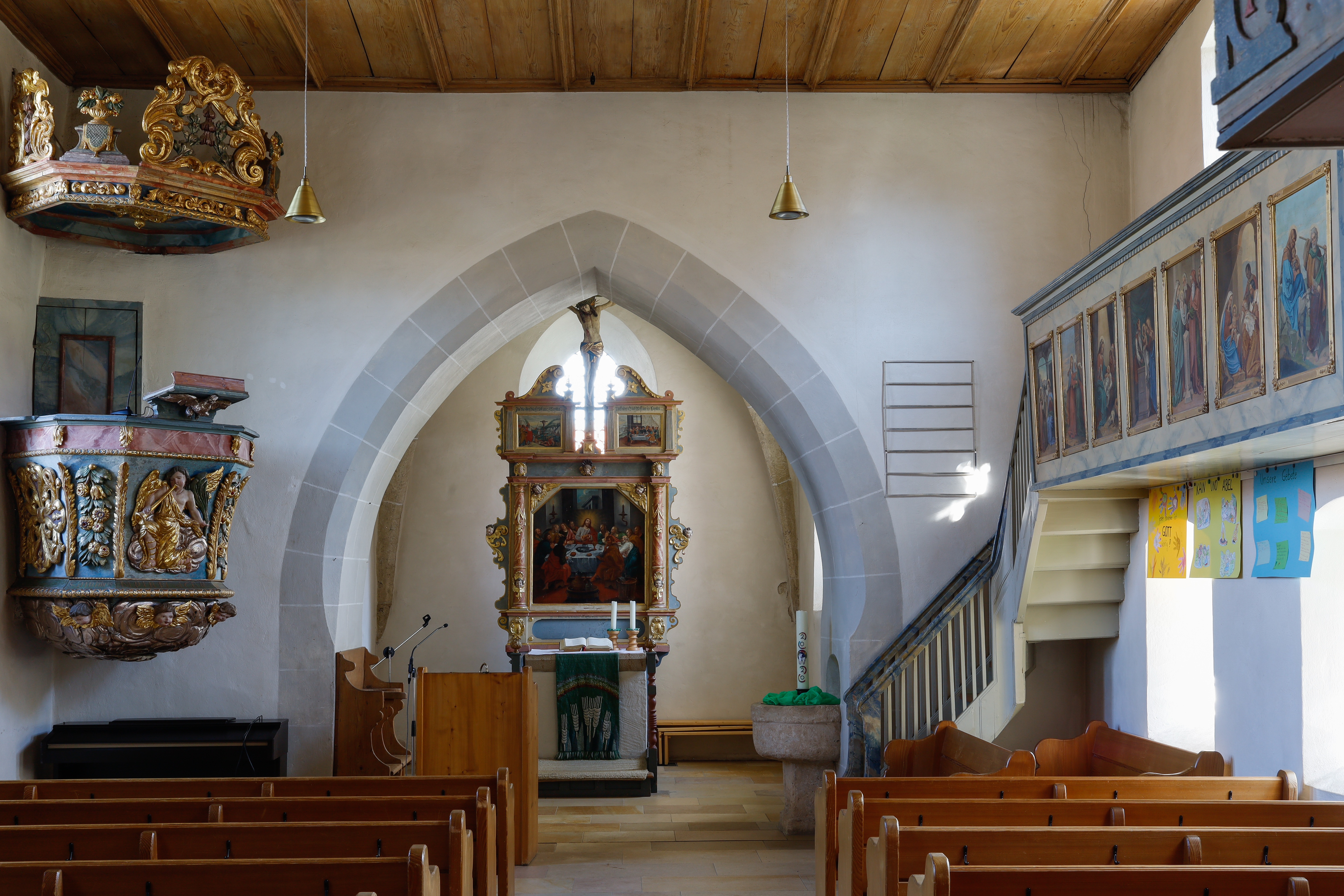
Kirchenschiff und Altarraum
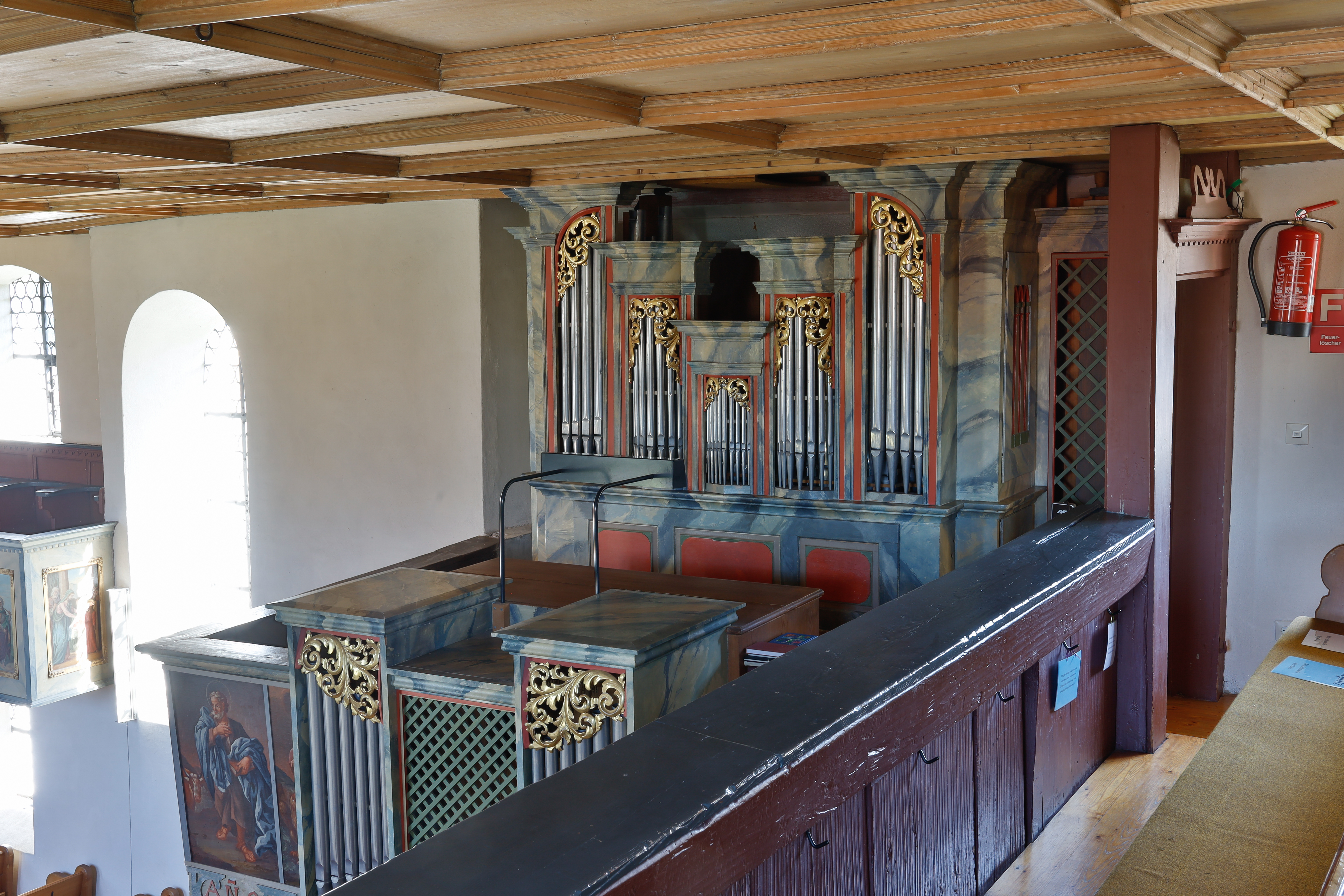
Orgel in der Kirche
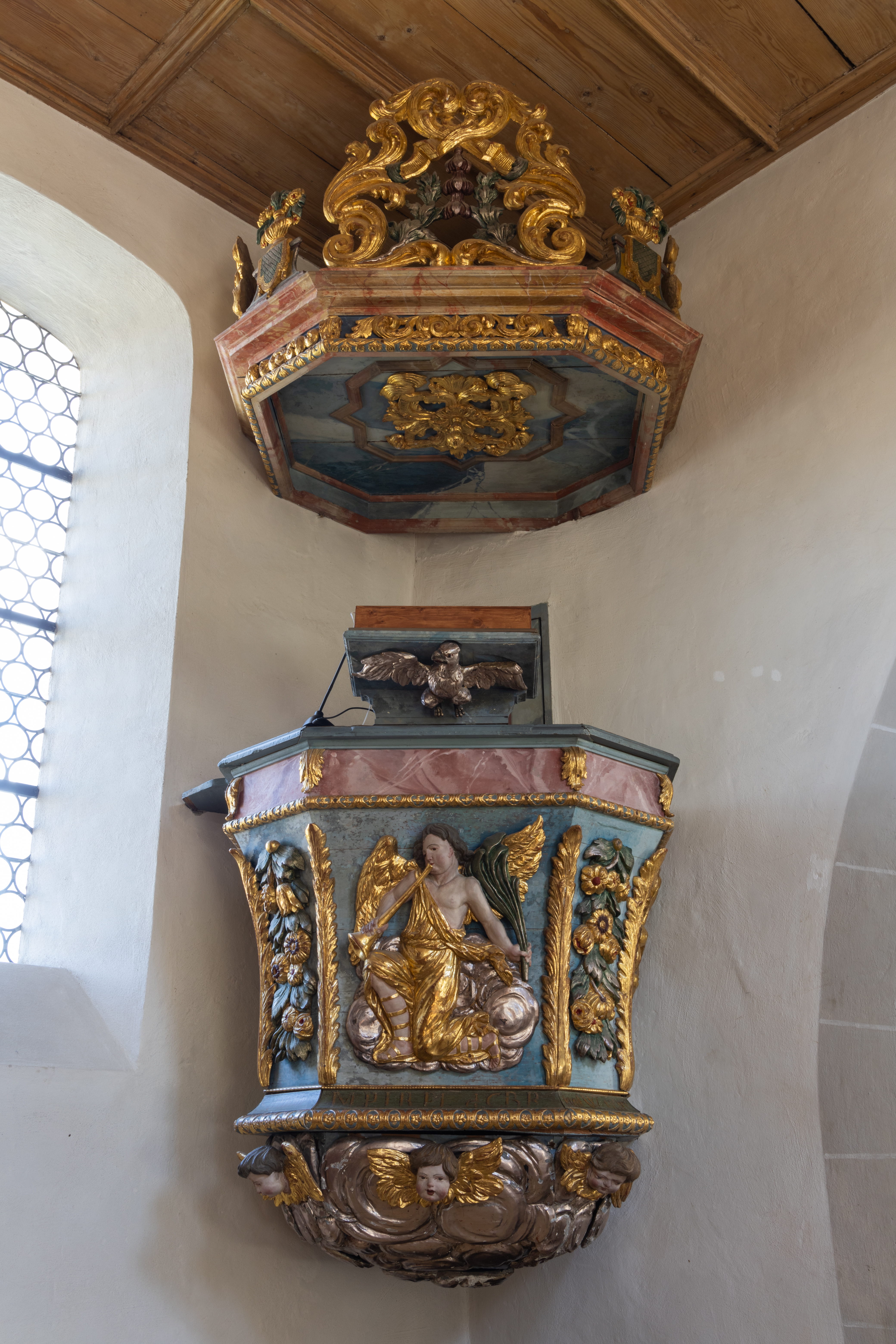
Kanzel in der Kirche
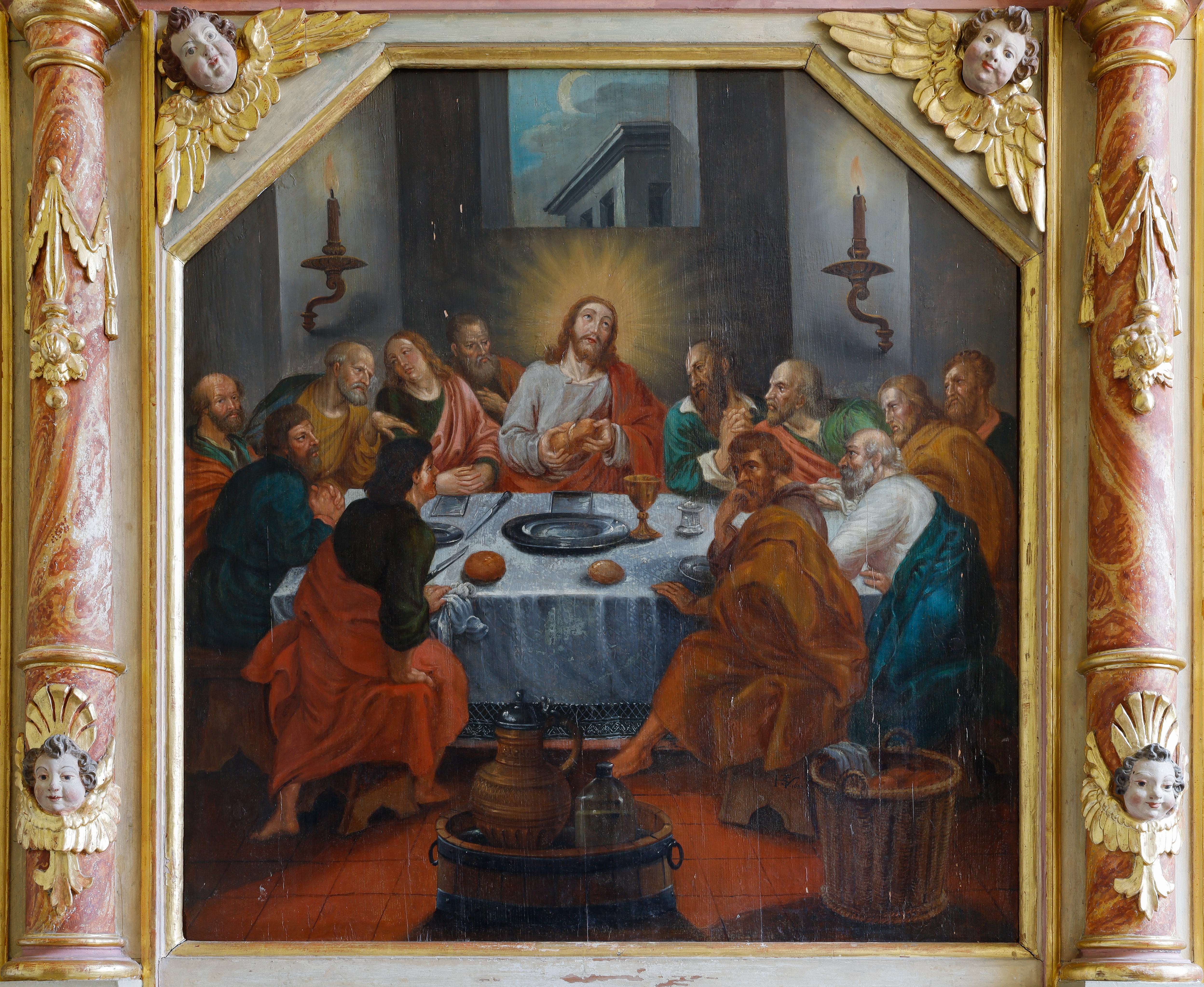
Darstellung des Abendmahls von 1652
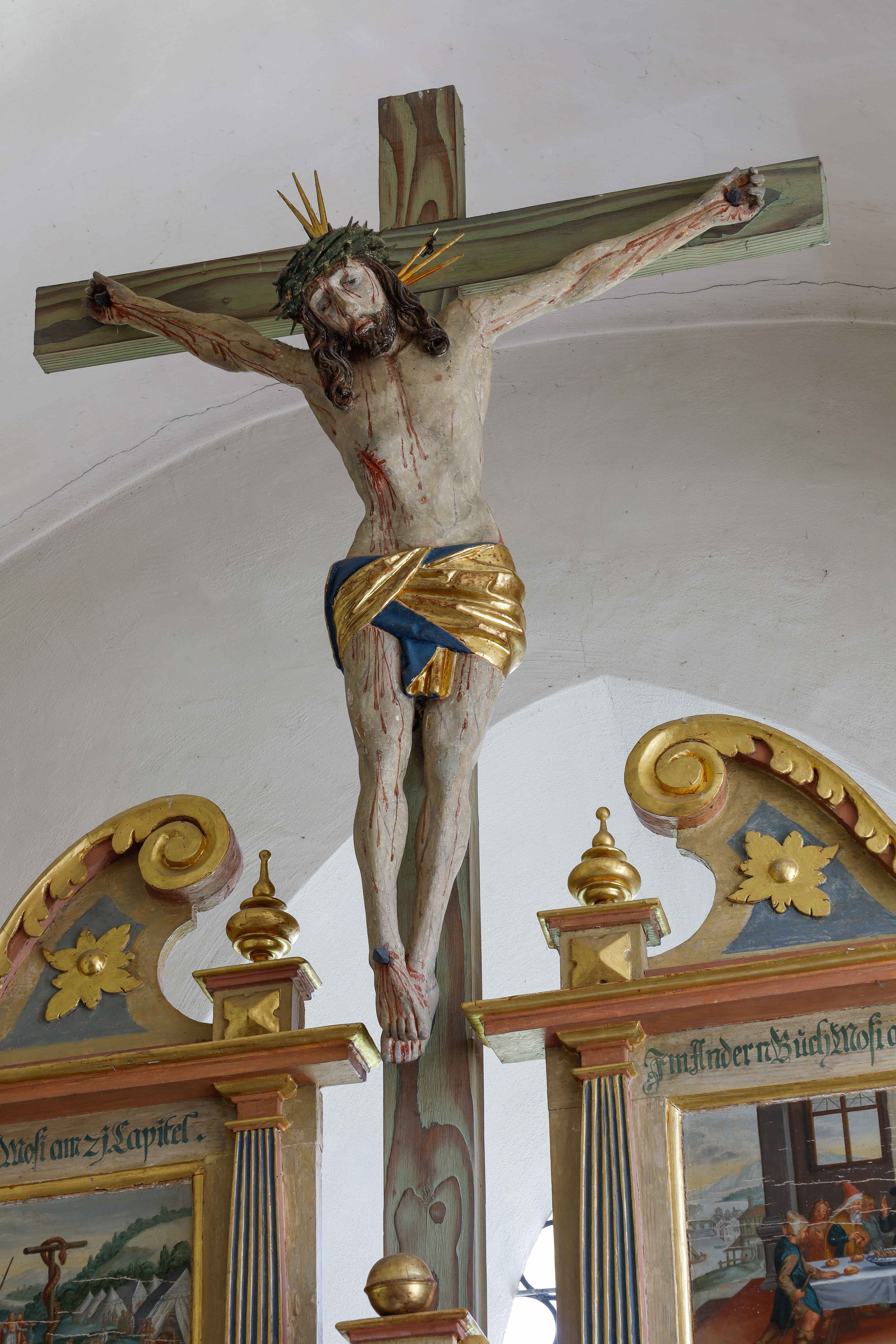
Kruzifix Anfang des 16. Jahrhunderts

## Politik

### Gemeinderat
Der Gemeinderat in Neenstetten hat acht Mitglieder. Bei der Kommunalwahl am 9. Juni 2024 wurde der Gemeinderat durch Mehrheitswahl aus einer Einheitsliste gewählt. Mehrheitswahl findet statt, wenn kein oder nur ein Wahlvorschlag eingereicht wurde. Die Bewerber mit den höchsten Stimmenzahlen sind dann gewählt. Die Wahlbeteiligung betrug 76,4 %. Der Gemeinderat besteht aus den ehrenamtlichen Gemeinderäten und dem Bürgermeister als Vorsitzendem. Der Bürgermeister ist im Gemeinderat stimmberechtigt.

### Bürgermeister
Bürgermeister ist seit dem 1. Januar 2024 Tobias Dürr. Er wurde am 1. Oktober 2023 mit 55,9 Prozent der Stimmen gewählt. Er folgte Martin Wiedenmann nach, der von 2011 bis 2023 amtierte. Zuvor war von 1985 bis 2011 Gerhard Staib Bürgermeister.

## Wirtschaft und Infrastruktur
Neenstetten hat sich seit den 1950er Jahren vom landwirtschaftlich strukturierten Dorf zur Wohn- und Arbeitergemeinde entwickelt. In ca. 25 Haupterwerbsbetrieben werden derzeit ca. 500 Arbeitnehmer beschäftigt. Daneben gibt es noch 15 Nebenerwerbsbetriebe.

### Unternehmen
- Gebr. Binder Metallwarenfabrik GmbH, Automobilzulieferer

## Bildung
In Neenstetten gibt es einen Kindergarten, jedoch keine Schule. Grundschüler gehen in die zwei Kilometer entfernte Grundschule in Weidenstetten, Hauptschüler besuchen die Verbandshauptschule in Altheim. Weiterführende Schulen befinden sich in Langenau und Ulm.

## Persönlichkeiten

### Ehrenbürger
- Gerhard Staib, war seit 1985 12 Jahre ehrenamtlicher und 14 Jahre hauptamtlicher Bürgermeister (Ehrenbürger seit 21. Juni 2011).

### In Neenstetten geboren
- Eberhardt Renz (* 1. Mai 1935) ist evangelischer Pfarrer und war von 1994 bis 2001 Landesbischof der Evangelischen Landeskirche in Württemberg.